# Kitakjúšú

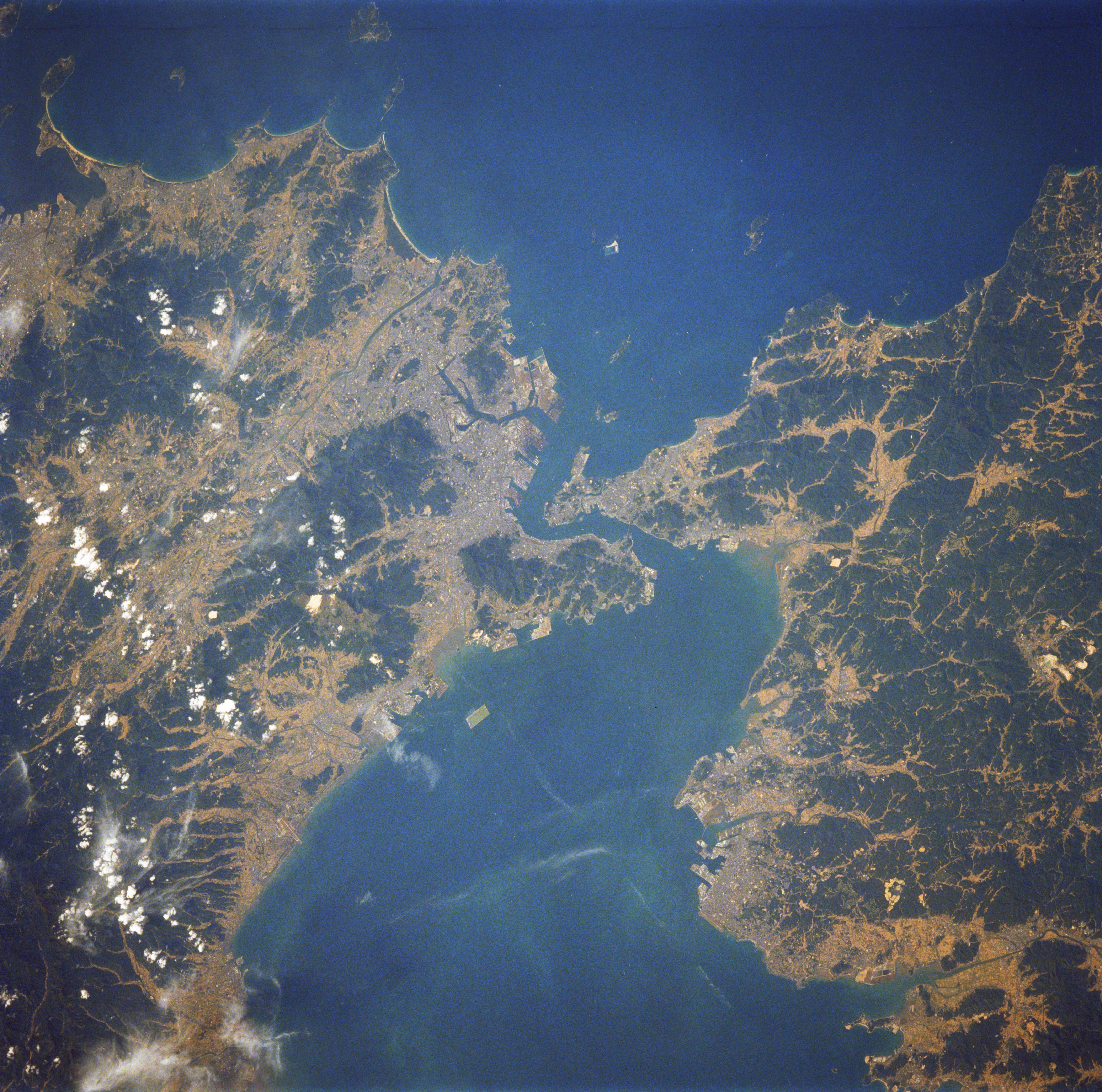
Průliv Kanmon na snímku z vesmíru. Kitakjúšú je vlevo, Šimonoseki vpravo.

Kitakjúšú (japonsky 北九州市; Kitakjúšú-ši), doslova „Sever devíti provincií“, je město v prefektuře Fukuoka na ostrově Kjúšú, Japonsko. Má asi přibližně 935 tisíc obyvatel.

## Historie
Kitakjúšú vzniklo 10. února 1963 spojením pěti měst – Modži, Kokura, Tobata, Jahata a Wakamacu – kolem starobylého města Kokura. 1. dubna 1963 se stalo „městem z titulu vládního nařízení“ (tzn., že je de facto postaveno na úroveň prefektury).

### Šťastná Kokura
9. srpna 1945 byla Kokura primárním cílem pro shoz jaderné bomby „Fat Man“. Ale protože bylo město zahaleno mraky, rozhodl se major Charles Sweeney shodit bombu na náhradní cíl – Nagasaki. Od té doby se v Japonsku používá výraz „štěstí jako v Kokuře“.

## Rodáci
- Hanae Šibataová (* 1992) – fotbalistka
- Hina Sugitaová (* 1997) – fotbalistka

## Partnerská města
- Haiphong, Vietnam
- Inčchon, Jižní Korea
- Minamikjúšú, Japonsko
- Norfolk, USA
- Phnompenh, Kambodža
- Surabaja, Indonésie
- Tacoma, USA
- Ta-lien, Čínská lidová republika